# Libcentro 2014
La Temporada 2014 de la Libcentro fue la 9.ª edición de esta competición para clubes de básquetbol de Chile ubicados entre las regiones de Valparaíso y del Biobío. 

## Sistema de campeonato
El certamen cestero que inicia su fase regular el sábado 26 de abril y se extenderá hasta el 24 de agosto, tendrá 21 clubes divididos en cuatro zonas, jugando bajo sistema de dos rondas de todos contra todos, durante diez semanas de competencia. De esta primera fase del torneo accederán a la siguiente ronda los cuatro mejores ubicados de cada zona, A continuación, estos 16 clasificados formarán ocho llaves que, en series al mejor de tres juegos, buscarán los cuartos de final.
En serie de cuartos, nuevamente en duelos al mejor de tres juegos, se conocerán finalmente los equipos que jugarán el Cuadrangular Final Libcentro by Spalding 2014.
En tanto, los cuatro perdedores pugnarán en el Cuadrangular Repechaje por dos cupos para participar de la Liga Nacional 2014-2015, a la cual ya estarán clasificados quienes participen del Cuadrangular Final.

## Equipos participantes
| Equipo                         | Ciudad       | Gimnasio                  |
| ------------------------------ | ------------ | ------------------------- |
| Árabe de Rancagua              | Rancagua     | Asociación de Básquetbol  |
| Árabe de Valparaíso            | Valparaíso   | Fortín Prat               |
| Arturo Prat                    | San Felipe   | Fortín Prat               |
| Boston College                 | Santiago     | Boston College            |
| Brisas                         | Santiago     | Club Brisas               |
| Colo-Colo                      | Santiago     | Boston College            |
| Deportivo Alemán               | Concepción   | Polideportivo Alemán      |
| Español de Talca               | Talca        | Cendyr Sur                |
| Los Leones de Quilpué          | Quilpué      | Colegio Los Leones        |
| Municipal Puente Alto          | Santiago     | Municipal Irene Velásquez |
| Municipal Quilicura            | Santiago     | Municipal de Quilicura    |
| [[Archivo:\|20px]] Providencia | Santiago     | Municipal Puente Alto     |
| Sagrados Corazones             | Viña del Mar | Arlegui                   |
| San Luis de Quillota           | Quillota     | Instituto Rafael Ariztía  |
| Santiago INBA                  | Santiago     | Boston College            |
| Sergio Ceppi                   | Santiago     | Sergio Ceppi              |
| Sportiva Italiana              | Valparaíso   | Fortín Prat               |
| Stadio Italiano                | Santiago     | Stadio Italiano           |
| Tinguiririca                   | San Fernando | Hermanos Maristas         |
| Universidad Católica           | Santiago     | Estadio Palestino         |
| Universidad de Concepción      | Concepción   | Casa del Deporte          |

Equipos por región
| Región        | Cantidad | Equipos |
| ------------- | -------- | --- |
| Metropolitana | 10       | Boston College, Brisas, Colo-Colo, Municipal Puente Alto, Municipal Quilicura, Providencia, Santiago INBA, Sergio Ceppi, Stadio Italiano y Universidad Católica |
| Valparaíso    | 6        | Árabe de Valparaíso, Arturo Prat, Los Leones de Quilpué, Sagrados Corazones, San Luis de Quillota y Sportiva Italiana                                           |
| O'Higgins     | 2        | Árabe de Rancagua y Tinguiririca |
| Biobío        | 2        | Deportivo Alemán y Universidad de Concepción |
| Maule         | 1        | Español de Talca |